# Элвгрен, Джил
Джил Элвгрен (англ. Gil Elvgren, полное имя Gillette Elvgren; 15 марта 1914 — 29 февраля 1980) — американский художник и иллюстратор в стиле пинап. Уроженец Сент-Пола, (Миннесота, США), выпускник Американской Академии Искусств.

## Биография
В 1936 году Элвгрен устроился художником в одно из самых престижных чикагских рекламных агентств, Louis F. Dow, где, в частности, принимал участие в создании рекламы Кока-кола.

Иллюстрация Джила Элвгрена «It’s Up To You», 1958

Работы молодого Элвгрена не остались незамеченными, и приблизительно в 1944 году он заключил контракт с Brown & Bigelow, лидером в производстве календарей и другой рекламы. Согласно контракту Элвгрен должен был рисовать 20 девушек в стиле пинап в год, получая по 1000 долларов за одну иллюстрацию. Он также получил возможность подписывать свои работы. Героинями Элгврена становились отнюдь не роковые женщины, но «девушки-соседки», которых застали врасплох во время различных пикантных ситуаций (ветер, поднявший юбку, собака, задравшая подол, зацепившийся за ограду край платья и т. д.).
Элвгрен считается одним из самых значимых пинап-художников XX века, а также классиком американской школы иллюстраторов. На его творчество оказали влияние такие иллюстраторы, как Чарльз Дана Гибсон, Эндрю Лумис и Говард Чандлер Кристи, а также Говард Пайл.
Элвгрену сопутствовал коммерческий успех, он создал огромное количество иллюстраций для таких компаний, как Кока-кола и Дженерал Электрик. Кроме того в 1940—1950 гг. он проиллюстрировал множество журналов (The Saturday Evening Post, Good Housekeeping и др.).